# 21 Brygada Artylerii Ciężkiej

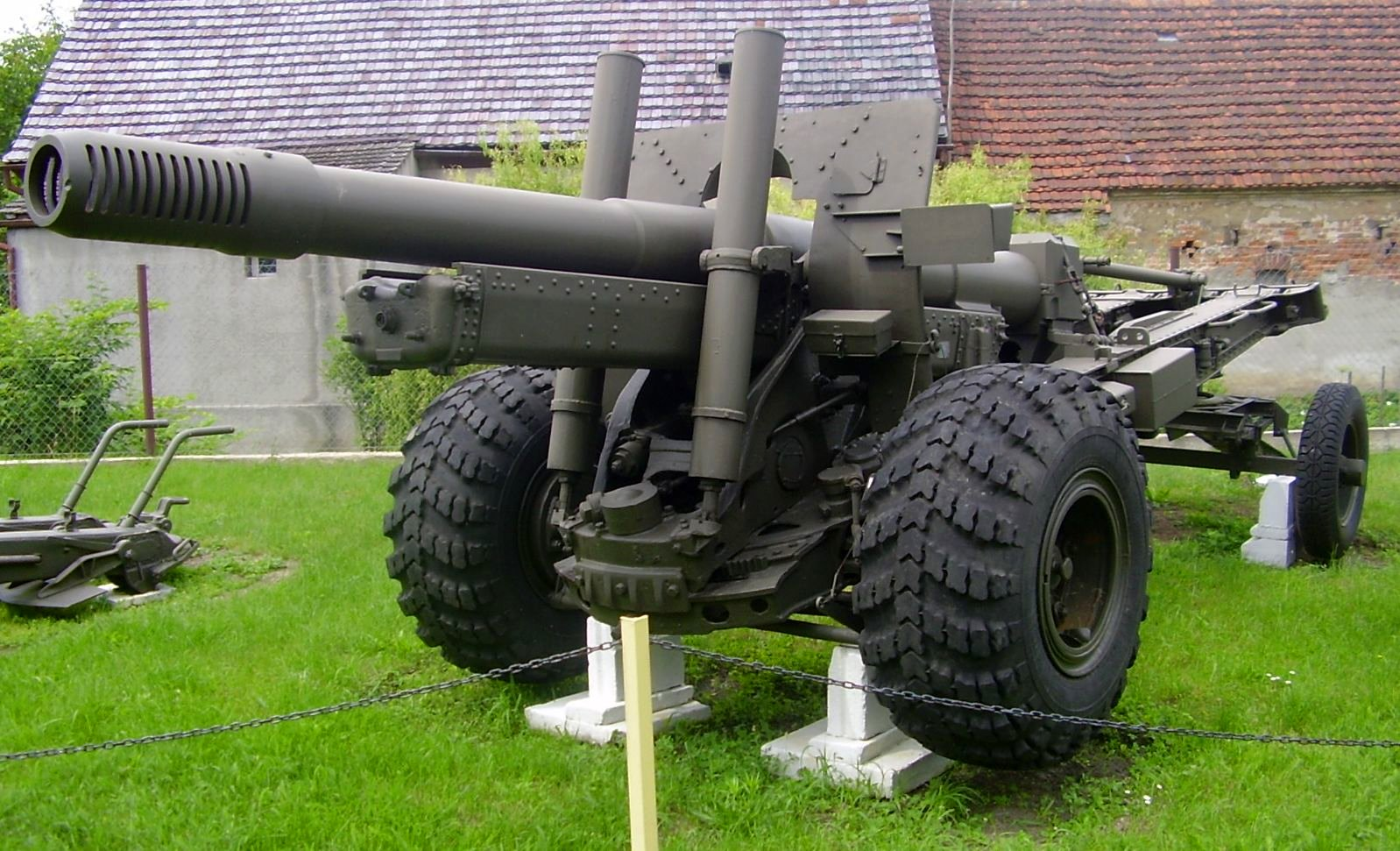
152 mm haubicoarmata wz. 1937 (MŁ-20)

21 Brygada Artylerii Ciężkiej (21 BAC) – związek taktyczny artylerii ciężkiej ludowego Wojska Polskiego.

## Formowanie i zmiany organizacyjne
21 Brygada Artylerii Ciężkiej została sformowana wiosną 1951 roku w Chełmnie, w ramach planu przyśpieszonego rozwoju WP w latach 1951-1953, na bazie 71 pułku artylerii ciężkiej.
Brygada wchodziła w skład 6 Dywizji Artylerii Przełamania z  Grudziądza.
Na podstawie rozkazu Nr 0071/Org. Ministra Obrony Narodowej z 4 listopada 1955 roku jednostka została przeformowana w 21 Brygadę Artylerii Armat według etatu Nr 4/119 o stanie 844 żołnierzy.
Na podstawie rozkazu Nr 0026/Org. Ministra Obrony Narodowej z 4 września 1956 roku brygada została przeniesiona na etat Nr 4/135 i włączona w skład 5 Dywizji Artylerii Armat.
Na podstawie rozkazu Nr 0025/Org. Ministra Obrony Narodowej z 2 kwietnia 1957 brygada w terminie do 15 sierpnia 1957 została przeformowana w 92 Berliński dywizjon artyleryjskiego rozpoznania pomiarowego, który podporządkowano dowódcy 6 Brygady Artylerii Armat.

## Żołnierze brygady
Dowódca brygady
- 1953-1954 mjr Władysław Mróz

Inni żołnierze
- Włodzimierz Kwaczeniuk

## Przekształcenia
10 Brygada Artylerii Ciężkiej → 71 pułk artylerii ciężkiej → 21 Brygada Artylerii Ciężkiej → 21 Brygada Artylerii Armat → 92 Berliński dywizjon artyleryjskiego rozpoznania